# Santo Niño de la Congregación (Cáceres)
El Santo Niño de la Congregación es una obra anónima que se encuentra en la Iglesia de San Mateo, en la ciudad de Cáceres. Es una talla con claros signos andaluces y montañesina, que presenta al niño desnudo, datándose en un inventario de 1646.
En la actualidad, procesiona el Domingo de la Sagrada Familia desde la Iglesia de San Mateo hasta la Concatedral de Santa María, dónde preside la gran bienvenida a los Reyes Magos de Oriente.

## Historia
El Santo Niño de la Congregación es una imagen que data del siglo XVII a la que en otros tiempos se profeso una gran devoción y que además tuvo Cofradía fundada en 1614. Esta cofradía, junto a la del Dulce Nombre de la parroquia de Santa María, eran de las pocas cofradías de Gloria que honraba la infancia de Jesús Nazareno y, como cofradía, celebraba la fiesta de la Circuncisión de Jesús. También realizaba retiros para hombres durante la Cuaresma dirigidos a un conocimiento más profundo de la fe.
La imagen fue restaurada en 2018 por la restauradora cacereña Clara Hurtado Ollero, siendo sufragada esta restauración por la Asociación Belenista de la Diócesis de Coria-Cáceres, a fin de que pudiera procesionar ese mismo año para ser trasladada la imagen hacia la Concatedral.